# Chelsea Tower
| Dieser Artikel wurde auf der Qualitätssicherungsseite des WikiProjekts Planen und Bauen eingetragen. Dies geschieht, um die Qualität der Artikel aus den Themengebieten Bautechnik, Architektur und Planung auf ein akzeptables Niveau zu bringen. Dabei werden Artikel, die nicht maßgeblich verbessert werden können, möglicherweise in die allgemeine Löschdiskussion gegeben. Hilf mit, die inhaltlichen Mängel dieses Artikels zu beseitigen, und beteilige dich an der Diskussion! |

Der Chelsea Tower ist mit 251 Metern und 49 Obergeschossen einer der höheren Wolkenkratzer in Dubai. Das Gebäude befindet sich an der Sheikh Zayed Road, der Hauptverkehrsstraße in Dubai. Über eine gläserne Brückenkonstruktion im 6. Stock gelangt der Nutzer auf das Dach des angrenzenden Parkhauses, welches auch einen Pool, sowie ein Fitnessstudio beherbergt.